# Tantilla triseriata
Espèce
Statut de conservation UICN

 DD  : Données insuffisantes
Tantilla triseriata  est une espèce de serpents de la famille des Colubridae.

## Répartition
Cette espèce est endémique de l'État d'Oaxaca au Mexique.

## Description
L'holotype de Tantilla triseriata, une femelle, mesure 203 mm dont 45 mm pour la queue. Cette espèce présente un dos brun noisette avec trois rayures longitudinales jaune clair et un collier clair. Sa face ventrale est uniformément jaune clair.

## Étymologie
Son nom d'espèce, du latin tri-, « trois », et seriata, « rangée », lui a été donné en référence à ses trois rayures dorsales.

## Publication originale
- Smith & Smith, 1951 : A new snake (Tantilla) from the Isthmus of Tuhuantepec, Oaxaca. Proceedings of the Biological Society of Washington, vol. 64, p. 97-100 (texte intégral).